# Walter Seidensticker (Richter)
Walter Seidensticker (* 27. Dezember 1928 in Paderborn; † 14. Oktober 2019 in Borchen) war ein deutscher Richter und von 1984 bis 1993 Vorsitzender Richter eines Senats des Bundesarbeitsgerichtes.

## Vita
Nach dem Studium der Rechtswissenschaften und dem bestandenen zweiten Staatsexamen wirkte Seidensticker zunächst von Juli 1959 bis September 1964 als wissenschaftlicher Mitarbeiter beim Bundesarbeitsgericht in Kassel. Anschließend trat er in die Arbeitsgerichtsbarkeit des Landes Nordrhein-Westfalen ein, wo er zunächst am Arbeitsgericht Dortmund wirkte. Daran schloss sich eine Tätigkeit am Arbeits- und Sozialministerium des Landes Nordrhein-Westfalen an, bis er mit Wirkung vom 1. Februar 1970 zum Vorsitzenden Richter am Landesarbeitsgericht Hamm ernannt wurde. Mit Wirkung vom 28. Juni 1976 wurde Seidensticker zum Richter am Bundesarbeitsgericht berufen. An seiner alten Wirkungsstätte war er zunächst im Fünften Senat, später im Ersten Senat tätig. Zum 1. Mai 1984 wurde Seidensticker zum Vorsitzenden Richter am Bundesarbeitsgericht ernannt und dem Siebten Senat zugewiesen. Diesen leitete er fortan bis zu seiner Pensionierung im Dezember 1993.